# Stary Nacpolsk
Stary Nacpolsk – wieś sołecka  w Polsce położona w województwie mazowieckim, w powiecie płońskim, w gminie Naruszewo.
W skład sołectwa Stary Nacpolsk wchodzi także wieś Żukowo Poświętne
W latach 1975–1998 miejscowość administracyjnie należała do województwa ciechanowskiego.